# 公立小松大学
公立小松大学（こうりつこまつだいがく、英語: Komatsu University）は、石川県小松市にある公立大学である。

## 概要
小松市を設立団体とする公立大学で、石川県の南加賀地域では初めてとなる4年制大学。公設民営の小松短期大学（1988年開学、2019年閉学）と一般財団法人こまつ看護学校（私立学校法64条4項に基づく法人）が経営する専修学校こまつ看護学校（1995年開校、2020年閉校）を再編・統合し公立化。2018年4月に開学した。
法人本部は旧小松短期大学所在地の小松市四丁町に置き、小松駅前の旧小松大和跡地を再開発した複合商業施設「こまつアズスクエア」内に中央キャンパスを設置した。
2019年3月1日に、アメリカのシリコンバレー（カリフォルニア州サンフランシスコ）にオフィスを設置。ここを拠点として、在学生の留学やインターンシップなどを企画する予定となっている。
2022年3月の1期生の卒業に合わせた隈研吾デザインによるアカデミックガウンが披露された。

## 沿革
- 1988年（昭和63年） - 小松短期大学を開学する。
- 1995年（平成7年） - 専修学校こまつ看護学校を開校する。
- 2018年（平成30年）4月 - 公立大学法人公立小松大学を開学する（生産システム科学部、保健医療学部、国際文化交流学部）。
- 2020年（令和2年）3月 - 小松短期大学を閉学、専修学校こまつ看護学校を閉校する。
- 2022年（令和4年）4月 - 公立小松大学大学院 サステイナブルシステム科学研究科博士前期課程を設置。
- 2024年（令和6年）4月 - 公立小松大学大学院 サステイナブルシステム科学研究科博士後期課程を設置。

## 基礎データ

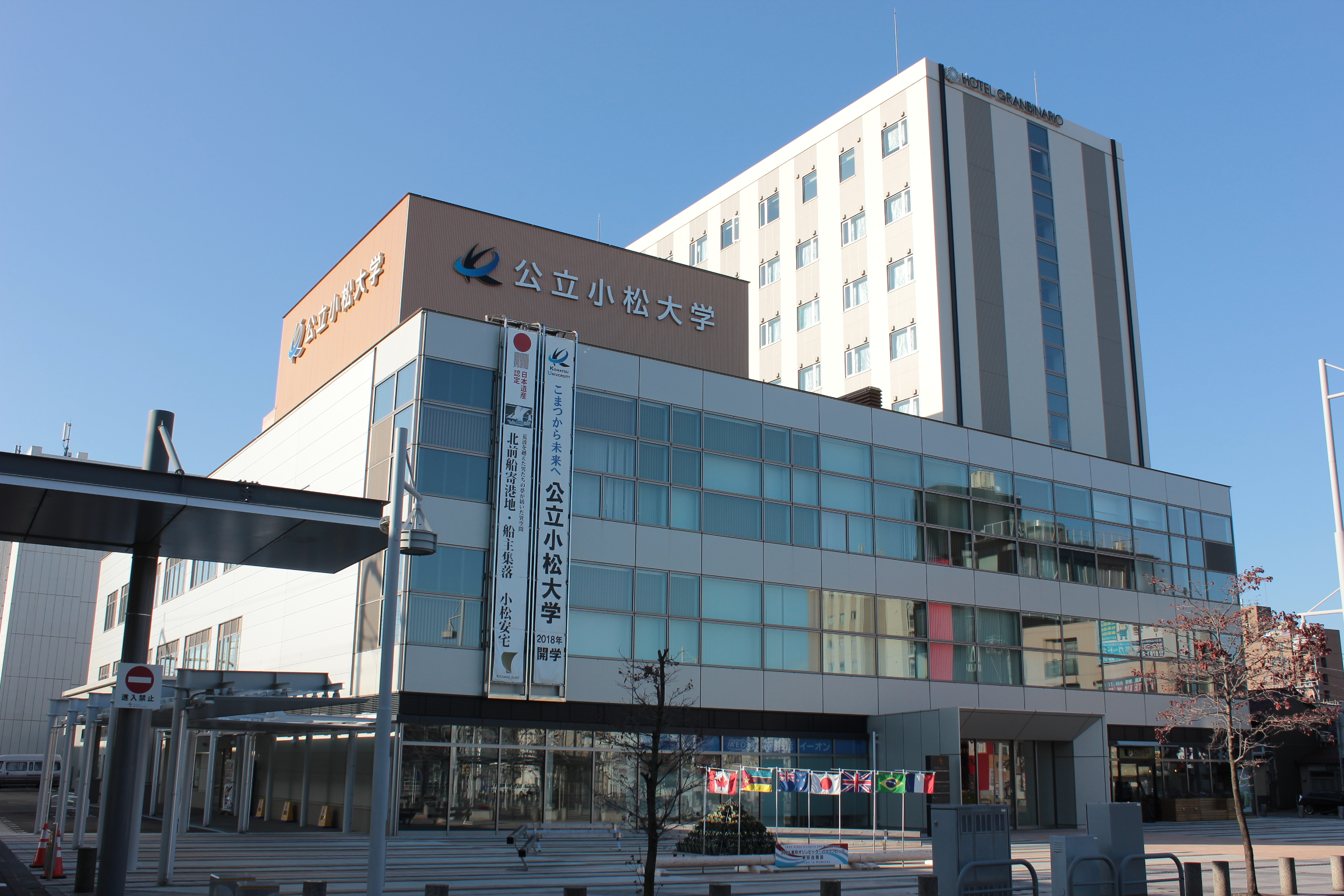
中央キャンパス

### 所在地
- 粟津キャンパス （生産システム科学部、法人本部）（石川県小松市四丁町ヌ1番地3）
  - 旧小松短期大学所在地
  - IRいしかわ鉄道線粟津駅より徒歩15分（約1.0km）

- 中央キャンパス （国際文化交流学部、共通教育）（石川県小松市土居原町10番地10）
  - IRいしかわ鉄道線小松駅より徒歩1分，「こまつアズスクエア」2・3階

- 末広キャンパス （保健医療学部）（石川県小松市向本折町へ14番地1）
  - 旧こまつ看護学校所在地。国民健康保険小松市民病院に隣接
  - IRいしかわ鉄道線小松駅より徒歩25分（約1.8km）、又は小松駅より小松バス市内循環線・市内循環線B線で「小松市民病院」下車（所要時間約10分）。
- 中央第２キャンパス（2025年10月竣工予定）
  - IRいしかわ鉄道線小松駅より徒歩1分，「ウレシャス小松」４階

### シンボルマーク
シンボルマークは、山崎直子氏（宇宙飛行士）が監修し、地域と連携し、広い視野をもちながら未来を拓く人材が、公立小松大学で育つことが祈念されている。「知性や精神を表す青色」と「安定や無限を表す黒色」は、公立小松大学の目指す「こまつから未来へ」という方向を示しており、宇宙の中を廻る青く輝く地球が連想されるものとなっている。

### 校歌
校歌は、なかにし礼作詞、千住明作曲の『光より速きわれら』である。

## 教育及び研究

### 学部・学科
- 生産システム科学部
  - 生産システム科学科
    - 生産機械コース
    - 知能機械コース
- 保健医療学部
  - 看護学科
  - 臨床工学科 - 国公立大学では初めての設立[1]
- 国際文化交流学部
  - 国際文化交流学科
    - 国際観光・地域創生コース
    - グローバルスタディーズコース

### 大学院・研究科
- サステイナブルシステム科学研究科（博士前期課程・博士後期課程）
  - 生産システム科学専攻
  - ヘルスケアシステム科学専攻
  - グローカル文化専攻

### 附属機関
- 附属図書館
- 国際交流センター
  - シリコンバレーオフィス（米国）
  - コパンリエゾンオフィス（ホンジュラス共和国）
  - ティカルリエゾンオフィス（グアテマラ共和国）
- 保健管理センター
- キャリアサポートセンター
- 地域連携推進センター
- 次世代考古学研究センター

## 学生生活

### 部活動・クラブ活動・サークル活動
公立小松大学におけるサークル活動は、令和5年度では、運動系13サークル、文化系20サークルの計33団体が活動している。

### 学園祭
大学祭は「青松祭（せいしょうさい）」と呼ばれ、例年10月に開催されている。

## 対外関係

### 他大学との協定
- 大学コンソーシアム石川

### 海外協定校

#### 大学間交流協定
- ニュージーランド
  - オークランド大学English Language Academy
- 台湾
  - 建国科技大学
- タイ
  - プリンスオブソンクラ大学
  - ランシット大学
  - 泰日工業大学
- 中国
  - 常州大学
- マレーシア
  - トゥンクアブドゥルラーマン大学
- アメリカ合衆国
  - オースティン・ピー州立大学
- インドネシア
  - ハサヌディン大学
- 韓国
  - 湖西大学校
- グアテマラ
  - デル・バジェ大学

### 協力企業・機関・施設・団体等
2023年11月末時点で、石川県内外に全380件の協力企業・機関・施設・団体がある。